# Foobar2000
foobar2000 è un lettore multimediale audio gratuito per Windows (XP SP2 e successivi), Android e iOS, sviluppato da Peter Pawlowski. Il nome del programma deriva dalle variabili metasintattiche foo e bar. Il software è disponibile solo in lingua inglese.

## Caratteristiche
Foobar2000 dispone di un'interfaccia grafica minimalista ma altamente configurabile. Dispone inoltre di molte opzioni e caratteristiche, tra cui funzioni per la gestione di metadati e audio di alta qualità, conversione tra vari formati audio e gestione dei file, supporto per effetti DSP, riproduzione di CD audio e altre. Il lettore può leggere file audio in archivi compressi come ZIP, 7z, GZIP e RAR.
Supporta nativamente i formati MP3, MP4 (audio), AAC, CD Audio, WMA, Vorbis, Opus, FLAC, WavPack, WAV, AIFF, Musepack, Speex, AU e SND e le playlist m3u ed FPL.
Il nucleo del software è a codice chiuso, l'autore però fornisce un SDK sotto licenza BSD, grazie al quale è possibile sviluppare componenti aggiuntivi.

### Funzionalità opzionali
Tramite componenti aggiuntivi, foobar2000 può leggere file audio in formato APE, HDCD, AC3, DTS, SACD e DVD-Audio format, inoltre possono essere aggiunte funzionalità come la masterizzazione di CD, il supporto ASIO, il supporto WASAPI (Windows Audio Session API) e altre.